# Ismétléses variáció
Ismétléses variáció(k)ról akkor beszélünk, ha egy (véges) halmaz elemeiből úgy képezünk csoportokat, hogy az egyes elemeket akár többször is kiválaszthatjuk. Tehát n elemű halmazból k elemű részhalmazokat választunk ki, majd ezeket sorba rendezzük (permutáljuk); és egy elemet egy csoportban akár k-szor is felhasználhatunk.
A lehetséges variációk száma:
{\displaystyle V_{n}^{k,i}=n^{k}}
Az n-et a variáció rendjének, k-t az osztályának nevezzük.
Például: A, B, C és D elemekből képezzünk 3 elemű sorozatokat (negyedrendű és harmadosztályú ismétléses variációk):
{\displaystyle V_{4}^{3,i}=4^{3}=64}

## Gyöngyfűzés
| 1 | 2 | x | 1 | 2 | x | 1 | 2 |
| 2 | 1 | x | 2 | 1 | x | 2 | 1 |
| x | 1 | 2 | x | 1 | 2 | x | 1 |
| 1 | x | 2 | 1 | x | 2 | 1 | x |
| 1 | 1 | x | 2 | 2 | x | 1 | 1 |
| - | - | - | - | - | - | - | - |
| x | x | 2 | 1 | 1 | 2 | 1 | 1 |
| 1 | 2 | 2 | 1 | x | 1 | 1 | x |
| x | 1 | 1 | x | 1 | 2 | 2 | 1 |

Az ismétléses variáció egy lehetséges módja a gyöngyfűzés, amikor azonosnak tekintjük a kiválasztott elemek csoportját, ha az elemek sorrendje azonos. Például az A,B,C; a C,A,B és a B,C,A ugyanannak a gyöngysornak a leírása.
A lehetséges variációk száma ebben az esetben a következő:
```

  

    

      

        

          
V

          

            
n

          

          

            
k

            
,

            

              
i

              
′

            

          

        

        
=

        
(

        

          
n

          

            
k

          

        

        
−

        
n

        
)

        

          
/

        

        
k

        
+

        
n

      

    

    
{\displaystyle V_{n}^{k,i'}=(n^{k}-n)/k+n}

  

```

Esetünkben: {\displaystyle V_{4}^{3,i'}=(4^{3}-4)/3+4=24}

### Szakirodalom
Solt György, Valószínűségszámítás, Műszaki könyvkiadó, Bolyai könyvek, Bp. 1993